# 永寧里 (堡里)
永寧里，是台灣南部自明鄭時期至日治初期的一個行政區劃，其範圍即今台南市的南區南部。
永寧里北邊為効忠里、新昌里，東邊為仁和里，南邊為文賢里。

## 管轄街庄
永寧里共轄1個庄：
- 今南區境內：灣裡庄